# Pronzitielnyj (1899)
Pronzitielnyj (Пронзительный) – rosyjski niszczyciel z przełomu XIX i XX wieku, jedna z 27 jednostek typu Sokoł. Okręt został zwodowany 29 czerwca 1899 roku w stoczni Zakładów Iżorskich w Kołpinie, a do służby w Marynarce Wojennej Imperium Rosyjskiego wszedł w maju 1902 roku, z przydziałem do Floty Bałtyckiej. Okręt wycofano ze służby w 1911 roku i następnie złomowano.

## Projekt i budowa
„Pronzitielnyj” był jednym z pierwszych niszczycieli typu Sokoł, który został wykonany przez rodzimy przemysł okrętowy na wzór zbudowanego w Wielkiej Brytanii prototypu – „Sokoła”. Jednostka z racji niewielkiej wyporności bardziej odpowiadała klasie torpedowców.
Okręt zbudowany został w Zakładów Iżorskich w Kołpinie. Stępkę niszczyciela położono w lipcu 1897 roku, został zwodowany jako „Berkut” („Беркут”) 29 czerwca 1899 roku, a do służby w Marynarce Wojennej Rosji przyjęto go w maju 1902 roku, już pod nazwą „Pronzitielnyj”.

## Dane taktyczno-techniczne
Okręt był niewielkim, czterokominowym niszczycielem z taranowym dziobem. Długość całkowita wykonanego ze stali niklowej kadłuba wynosiła 57,91 metra, szerokość 5,64 metra i zanurzenie 2,29 metra. Wyporność normalna wynosiła 220 ton, a pełna 240 ton. Okręt napędzany był przez dwie maszyny parowe potrójnego rozprężania o mocy 3800 KM, do których parę dostarczało osiem kotłów Yarrow. Dwuśrubowy układ napędowy pozwalał osiągnąć prędkość 26,5-27,5 węzła. Okręt mógł zabrać zapas węgla o masie 58-80 ton, co zapewniało zasięg wynoszący od 450 do 660 Mm przy prędkości 13 węzłów.
Okręt wyposażony był w dwie pojedyncze wyrzutnie torped kalibru 381 mm, umieszczone na rufie, z zapasem sześciu torped. Uzbrojenie artyleryjskie stanowiły: pojedyncze działo jedenastofuntowe kal. 75 mm Canet L/48, umieszczone na platformie nad pomostem bojowym oraz trzy pojedyncze działa kal. 47 mm Hotchkiss M1885 L/40 na śródokręciu (dwa za przednim kominem i jedno między dwoma kominami rufowymi).
Załoga okrętu liczyła od 51 do 58 oficerów, podoficerów i marynarzy.

## Służba
Okręt wszedł w skład Floty Bałtyckiej. Jednostka została wycofana ze służby w lipcu 1911 roku i następnie złomowana.